# 五溴化铌
五溴化铌是以后总无机化合物，化学式为Nb2Br10，或简写为NbBr5。它是一种抗磁性的橙色固体，易水解。它采取edge-shared的双八面体结构，两个NbBr5单元通过溴桥连接。铌和钽的五氯化物和五碘化物共享这一结构。Nb中心之间没有键连接。它可由铌和溴高温下的化合反应制备。

## 拓展链接
- Web Elements（页面存档备份，存于）